# Alessandro Benetton
Pour les articles homonymes, voir Benetton (homonymie).
Alessandro Benetton, né le 2 mars 1964 à Trévise (Italie), est un homme d'affaires italien, président de Benetton, membre du conseil d'administration d'Edizione (société financière de la famille Benetton) et d’Autogrill. Il est le fils de Luciano Benetton, le fondateur de l'entreprise Benetton.

## Biographie
À 8 ans, il pose comme mannequin pour l'entreprise familiale.
Alessandro Benetton obtient sa licence en 1987 à l’université de Boston (Bachelor of Science Degree). En juin 1991, il décroche un master of business administration (MBA) à la Harvard Business School.
Il commence sa carrière dans une grande banque d’affaires internationale, chez Goldman Sachs International, puis dans un second temps il remplit les fonctions de président de Benetton Formula entre 1988 et 1998, époque où l’écurie remporte deux titres de champion du monde des pilotes et un des constructeurs de Formule 1.
Alessandro Benetton siège au conseil de Confindustria et il est dans l’Advisory Committee de Robert Bosch Internationale Beteiligungen AG de Zurich.
Alessandro Benetton est aussi président de 21 Investimenti Spa, société qu’il a fondée au début des années 1990 avec Andrea Bonomi comme holding de participations, et 21 Central Partners qu'il crée en 1998.
En mai 2012, Alessandro Benetton succède à son père Luciano Benetton à la tête de Benetton. Il quitte ce poste en 2014.

## Vie privée
Marié à la championne de ski Deborah Compagnoni, il est père de trois enfants.